# Schule für Diensthundewesen der Bundeswehr
Die Schule für Diensthundewesen der Bundeswehr (SDstHundeBw) ist die zentrale militärische Ausbildungsstätte der Bundeswehr für Diensthunde und ihre Diensthundeführer (DHFhr).
Die zunächst in Koblenz-Bubenheim aufgestellte Schule befindet sich seit April 2005 in Ulmen in der 2008 nach Maria Gräfin von Maltzan benannten Gräfin-von-Maltzan-Kaserne. Die Schule ist Mitglied im Deutschen Malinois-Club.

## Geschichte
Die Historie der heutigen Schule geht auf das Jahr 1958 zurück. In Koblenz-Bubenheim wurde eine Hundestaffel aufgestellt, wobei Personal und Hunde damals aus Diensten der British Army übernommen wurden. Der Kernauftrag des Truppenteils war die Ausbildung von Wachmännern mit ihren Wachbegleithunden. Im Laufe der Jahre unterlagen sowohl Aufgabenspektrum wie auch Kompetenzen wesentlichen Änderungen. Die Ausbildung der Wachbegleithunde wurde dementsprechend durch weitergehende Spezialisierung dieser Hunde erweitert. 1982 wurde aus der Hundestaffel die Schule für Diensthundewesen der Bundeswehr. 1993 wurden die ersten Wachbegleithunde der Hundeschule der Bundeswehr zu Sprengstoffspürhunden spezialisiert, es entstand das Konzept des dualen Diensthunds. Das heißt, dass ein Diensthund neben den beschriebenen Spezialaufgaben auch als Hilfsmittel zur körperlichen Gewalt, also bei der Abwehr von Angriffen auf die Soldaten, Verfolgung Flüchtender und der Abschreckung von Gewalttätern eingesetzt werden kann.
Ab 1997 wurde das Ausbildungsspektrum um Rauschmittelspürhunde und Rettungshunde erweitert. Aus der Zunahme der Auslandseinsätze der Bundeswehr und der daraus resultierenden Risiken für die Soldaten ergab sich auch ein zunehmender Bedarf an Spezialhunden, beispielsweise zum Aufspüren von Personen, Sprengstoffen oder Minen. Deren Ausbildung fand bereits ab dem Jahr 2001 in ehemaligen Munitionsbunkern im Ausbildungszentrum für Spezialhunde auf dem heutigen Gelände der Schule für Diensthundewesen in Ulmen statt.
Im Jahr 2005 wurde die gesamte Einrichtung von Koblenz-Bubenheim in den Hochpochtener Wald nach Ulmen verlegt. Das ursprüngliche Depot mit ca. 50 Munitionslagerhäusern auf einer Gesamtfläche von knapp 10.000 m² wurde im Zuge der Transformation der Bundeswehr aufgelöst und in Ausbildungsstätten umgebaut, in denen Situationen dargestellt sind, die möglichst ähnlich der Wirklichkeit sind. Schon im Jahre 2001 wurden 43 Munitionsbunker durch die 2. Kompanie des Schweren Pionierbataillons 330 im Zuge von Ausbildungsmaßnahmen in Ausbildungsstätten umgebaut, in denen Situationen möglichst ähnlich der Wirklichkeit dargestellt sind. Die Bunker wurden deshalb ausgewählt, um den Sprengstoff über längere Zeit eingebaut lassen zu können, ohne aufwendige Absicherungsmaßnahmen installieren zu müssen. Seit 2006 werden an der Schule für Diensthundewesen der Bundeswehr Minenspürhunde für die Pioniertruppe ausgebildet. 
Im Rahmen der Feierlichkeiten zum 50-jährigen Bestehen der Schule für Diensthundewesen am 8. August 2008 wurde der bislang namenlosen Liegenschaft im Hochpochtener Wald (Ulmen) im Rahmen eines feierlichen Appells der Name Gräfin-von-Maltzan-Kaserne verliehen. Dieser geht zurück auf die Tierärztin Maria Gräfin von Maltzan, welche im Dritten Reich trotz der Gefahr für das eigene Leben politisch Verfolgten half zu überleben. Damit ist diese Kaserne die zweite von insgesamt 2 Kasernen in Deutschland, die derzeit Namen von Frauen tragen.
Im Jahr 2015 wurde die Ausbildung anhand neuer Bedarfsträgerforderungen der Fallschirmjägertruppe, der Objektschutzkräfte der Luftwaffe und der Pioniertruppe umgestellt. Hieraus resultieren drei neue Diensthundetypen, die nicht mehr modular, sondern in durchlaufenden Lehrgängen von 10 Monaten ausgebildet werden. Die Kampfmittelspürhunde der Pioniertruppe sind nunmehr als „Mono“-hunde auch in der Lage, auf Distanz geführt zu werden, während die Diensthunde der spezialisierten Kräfte weiterhin dual ausgebildet zu Schutzaufgaben und zur Detektion eingesetzt werden. 
Die Schule für Diensthundewesen bildet nun Sprengstoff- und Rauschgiftspürhunde der Feldjägertruppe, Kampfmittel- und Minenspürhunde der Pioniere, Zugriffsdiensthunde des KSK, Spezialdiensthunde der Fallschirmjägertruppe und der Objektschutzkräfte der Luftwaffe mit den dazugehörigen Diensthundeführern aus. Diese Diensthundeteams tragen durch die spezifischen Fähigkeiten zum bestmöglichen Schutz der Soldaten, aber auch der Bevölkerung, in den zahlreichen Einsatzgebieten der Bundeswehr bei.

### Diensthundeklinik
Die Diensthundeklinik, bestehend aus den Bereichen Chirurgie/Zahnmedizin, Innere/ Ambulanz, Zwingeranlage und Zuchtstation, ist die zentrale Anlaufstelle für die tiermedizinische Versorgung aller Diensthunde der Bundeswehr. Es werden beispielsweise Untersuchungen auf Diensttauglichkeit, Prüfungstauglichkeit oder Auslandsverwendungsfähigkeit durchgeführt.
Neben der Terminsprechstunde für alle Diensthunde der Bundeswehr und der tiermedizinischen Versorgung der an der Schule befindlichen Lehrgangs-, Vorführ- und Spezialhunde ist durch die veterinärmedizinische Notfallbereitschaft die Notfallversorgung von Diensthunden im Umkreis von 200 km 365 Tage im Jahr Tag und Nacht sichergestellt. Im Rahmen der Versorgung von Diensthunden im Auslandseinsatz stellt die Diensthundeklinik rund um die Uhr einen zuverlässigen und kompetenten Ansprechpartner für die im Auslandseinsatz befindlichen Sanitätsoffiziere des Veterinärwesens der Bundeswehr dar.
Alle Hunde, die der Schule für Diensthundewesen zum Ankauf angeboten werden, müssen auch auf die klinische Tauglichkeit hin untersucht werden. Anhand der erhobenen Befunde wird eine Vorauswahl getroffen, ob ein Diensthund gesundheitlich geeignet ist und ob er ggf. sogar als Spezialhund oder Wachbegleithund Ausland, an welche höhere Anforderungen zu stellen sind, geführt werden kann. Neu zugekaufte Hunde werden zunächst in der Quarantänestation durch schuleigenes Personal ausgebildet und haben in dieser Zeit keinen Kontakt zu anderen Diensthunden. Mit dieser Maßnahme soll die Einschleppung von übertragbaren Erkrankungen in den laufenden Betrieb der Schule verhindert werden.
Die Zahnaltersbestimmung nach Korthäuer dient vor allem bei Ankaufshunden der Verifizierung des durch den Händler angegebenen Alters. Anhand der röntgenologisch bestimmten Fläche der Pulpahöhle des Caninus, in welcher Gefäßversorgung und Nerven liegen, kann bis zu einem Alter von 6 Jahren das Zahnalter des Diensthundes mit einer Genauigkeit von ± 3 Lebensmonaten bestimmt werden.
Auslandsdiensthunde werden vor Einreise ins Einsatzland an der Diensthundeklinik vorgestellt. Durch prophylaktische Maßnahmen soll verhindert werden, dass ein Diensthund im Einsatzgebiet erkrankt. Eine besondere Rolle spielen dabei die sogenannten „Reisekrankheiten“, welche durch Zecken, Mosquitos oder Sandmücken übertragen werden und in den Einsatzgebieten der Bundeswehr endemisch sein können. Nach Rückkehr aus dem Auslandseinsatz werden alle Diensthunde klinisch untersucht, Blutproben der Diensthunde werden standardmäßig einer Laboruntersuchung auf spezielle Erreger unterzogen, um bei Bedarf eine unverzügliche Therapie einleiten zu können.
Neben der Weiterbildung des eigenen Personals, der Ausbildung von tiermedizinischen Fachangestellten und Tierpflegern finden unter anderem Lehrgänge für Sanitätsoffiziere des Veterinärwesens der Bundeswehr „Diensthundebehandlung im Auslandseinsatz“ und Unterrichte sowie praktische Ausbildungen für Diensthundführer statt. Des Weiteren ist die Klinik kompetenter Ansprechpartner bei veterinärmedizinischen Fragestellungen (beispielsweise Ankaufsuntersuchungen, Vergiftungen mit Sprengstoffen etc.) für andere diensthundhaltende Behörden.
Zusätzlich zum vollen Spektrum veterinärmedizinischer Versorgungsleistungen ist die Diagnostik und Therapie von Zahn- und Kiefererkrankungen oder typischen Erkrankungen von großen Sport- und Diensthunderassen beispielsweise das Cauda-equina-Syndrom sowie die Tierphysiotherapie als eine spezielle Herausforderung an die Tierärzte der Diensthundeklinik zu sehen.

### Ausbildungsinhalte
Erste Erfahrungen mit der Zucht von Diensthunden wurden schon in den 1990er Jahren gesammelt. Im Rahmen der Auftragserweiterung der Schule für Diensthundewesen kam es Anfang 2000 zu einer massiven Steigerung des Bedarfs an geeigneten leistungsstarken Diensthunden. Auf Grund der Marktsituation war selbst unter hohem finanziellen Aufwand die Bedarfsdeckung nicht sicherzustellen. 
Am 18. Juni 2002 bekam daher die Schule für Diensthundewesen den Auftrag, zur Kompensation dieses Defizits in Ergänzung zum Ankauf ein Zuchtkonzept zu entwickeln. Dieses konnte im Folgenden erfolgreich umgesetzt werden, so dass seit 2007 der Baustein Zucht in die Organisationsgrundlagen (STAN) der Schule für Diensthundewesen übernommen wurde.
Basierend auf den Erfahrungen der ursprünglichen Wachbegleithundausbildung, der Spezialisierung von Diensthunden in unterschiedlichen Spektren sowie den Anforderungen im Auslandseinsatz, konzipierte die Schule für Diensthundewesen Anfang 2000 die modulare Ausbildung für die Diensthundeteams der Fallschirm- und Feldjägertruppe. Hierbei erfolgte zunächst eine viermonatigen Ausbildung zum Sicherungsdiensthund oder Feldjägerdiensthund, woran sich dann eine bis zu 21 Wochen dauernde Spezialausbildung zum Kampfmittelspürhund oder Personenspürhund der Fallschirmjägertruppe bzw. zum Sprengstoffspürhund oder Rauschmittelspürhund der Feldjägertruppe anschloss.
Diensthunde der Bundeswehr sowie ihre Diensthundeführer haben ihr Leistungsvermögen regelmäßig im Rahmen der Qualitätssicherung nachzuweisen. In regelmäßigen Zeitabständen werden Zertifizierungen der spezialisierten Diensthundeteams durchgeführt. Wachbegleithunde müssen jährlich eine Prüfung gemäß der Diensthundprüfungsverordnung der Bundeswehr (DPOBw) ablegen.
Grundsätzlich erfolgt die Ausbildung der Diensthunde, indem ihr Beute- und Spielverhalten ausgenutzt wird. Verschiedene Rassen kommen zum Einsatz. Der belgische und deutsche Schäferhund sind vielseitig verwendbar, das ruhige ausgeglichene Wesen des Labradors qualifiziert ihn für das Aufspüren von Minen.

### Einsatzarten für Diensthunde in der Bundeswehr
Dual ausgebildete Diensthunde:
- Feldjägerdiensthund spezialisiert als Sprengstoff- oder Rauschgiftspürhund
- Diensthund Objektschutzkräfte der Luftwaffe
- Diensthund spezialisierte Kräfte
- Zugriffsdiensthund

Monohunde:
- Kampfmittelspürhund
- Minenspürhund
- Therapiebegleithunde
- Therapiehunde[9]

Diensthunde mit der Befähigung zum Verschütteten- und Lawinensuchhund fehlen bisher noch, da bisher für die Gebirgsjägertruppe noch keine Diensthundezüge aufgestellt wurden.

## Auszeichnungen
Die Ministerpräsidentin des Landes Rheinland-Pfalz Malu Dreyer verlieh der Schule für Diensthundewesen am 17. Juli 2014 im Rahmen eines feierlichen Appells auf dem Markt im Herzen der Patengemeinde Ulmen das Fahnenband zur Truppenfahne „als Zeichen ehrender und dankbarer Anerkennung für hervorragende Verdienste um die Bürgerinnen und Bürger des Landes Rheinland-Pfalz.“